# Затварач у виду поклопца
Затварач у виду поклопца (енгл. Trapdoor mechanism), врста затварача, део ватреног оружја којим се затвара цев са задње стране, ради опаљења метка и спречавања изласка барутних гасова за време проласка зрна кроз цев. Затварач такође служи за извлачење и избацивање празне чахуре, и убацивање новог метка кроз отвор на задњем крају цеви, који се назива  барутна комора (енгл. breech/chamber). Носач затварача налази се непосредно иза цеви (барутне коморе) и назива се сандук пушке.
Овај тип затварача користио се код спорометних пушака острагуша, које су после 1865. конструисане прерадом старијих пушака спредњача као привремена мера у војскама Европе и САД, док их нису замениле наменски конструисане острагуше са чепним или масивним затварачем.

## Карактеристике
Прву модерну пушку острагушу са обртночепним затварачем конструисао је немачки пушкар Николас Драјзе 1838. године, и она је ушла у масовну употребу у пруској војсци 1841. године (Драјзе модел 1841). За разлику од њега, Американац Кристијан Шарп (енгл. Christian Sharp) је 1848. конструисао затварач у облику масивног блока, који је при отварању и затварању клизио управно (одоздо) на осу цеви.
После појаве металне чахуре и сједињеног метка (1860), развој затварача кренуо је брже. Разликују се три врсте: у виду поклопца, масивни и у облику чепа. Затварач у виду поклопца (шарнира) окреће се око осовине која је паралелна оси цеви, а налази се са њене леве (руска пушка Крнка) или десне стране (британска пушка Снајдер), или је управна на осу цеви, па се затварач при отварању и затварању подиже унапред (британски карабин Вестли Ричардс, аустроугарска пушка Венцл, америчка Спрингфилд). Ударна игла и опруга су у телу затварача, а опаљивање је спољашњим орозом (као код пушака капислара). Због тешкоћа око извлачења и избацивања празне чауре, ти затварачи нису нашли ширу примену, али су послужили за прераду старих спредњача у острагуше (после аустријско-пруског рата 1866), пошто је старим спредњачама додавана барутна комора за пуњење на задњем крају цеви, која је затварана затварачем у облику поклопца, који се подизао на шаркама нагоре или у страну. Тако је највећи део постојећих спредњача релативно брзо и јефтино конвертован у острагуше, пошто су старе каписларе задржале своје цеви, кундаке и механизам за опаљивање, с том разликом да ороз више није активирао капислу, већ опругу ударне игле у затварачу.